# 2026年3月3日月食
2026年3月3日月食为一次將在协调世界时2026年3月3日出現的月全食。該次月食半影食分為2.210、全影食分為1.156。偏食維持了104分，全食維持30分。

## 概述
這次月食的食分是10.94，偏食維持了104分，全食維持30分。

## 基本參數
- 類型：月全食
- 食甚資料：
  - 日期：2026年3月3日
  - 時間：11:33
  - 月球位置：赤經10.94度、赤緯6.4度
  - 食分：半影食分：2.210、全影食分：1.156
  - 持續時間：偏食104分、全食30分

## 外部連結
- NASA月食專頁（页面存档备份，存于）（英文）